# ایویتسا راچان
ایویتسا راچان (انگلیسی: Ivica Račan؛ ۲۴ فوریهٔ ۱۹۴۴ – ۲۹ آوریل ۲۰۰۷) یک سیاست‌مدار اهل کرواسی بود.